# Zisterzienserinnenabtei Netlieu
Die Zisterzienserinnenabtei Netlieu war vom 12. Jahrhundert bis 1490 ein Kloster der Zisterzienserinnen in Mèze, einer Stadt im Département Hérault in Frankreich.

## Geschichte
Das Zisterzienserinnenkloster Netlieu („Leuchtender Ort“) wurde vor 1179 in der Nähe der Zisterzienserabtei Valmagne nordwestlich der heutigen Stadt Mèze im damaligen Bistum Agde gegründet, erfuhr Zuwendungen von Blanka von Kastilien und König Ludwig IX. und bestand bis 1490. Dann wurde es aufgelöst. Die Güter gingen an Valmagne. Heute durchquert die Autobahn das Gelände. Nur noch ein Brunnen zeugt von dem ehemaligen Kloster.